# St. Peter und Paul (Eguisheim)

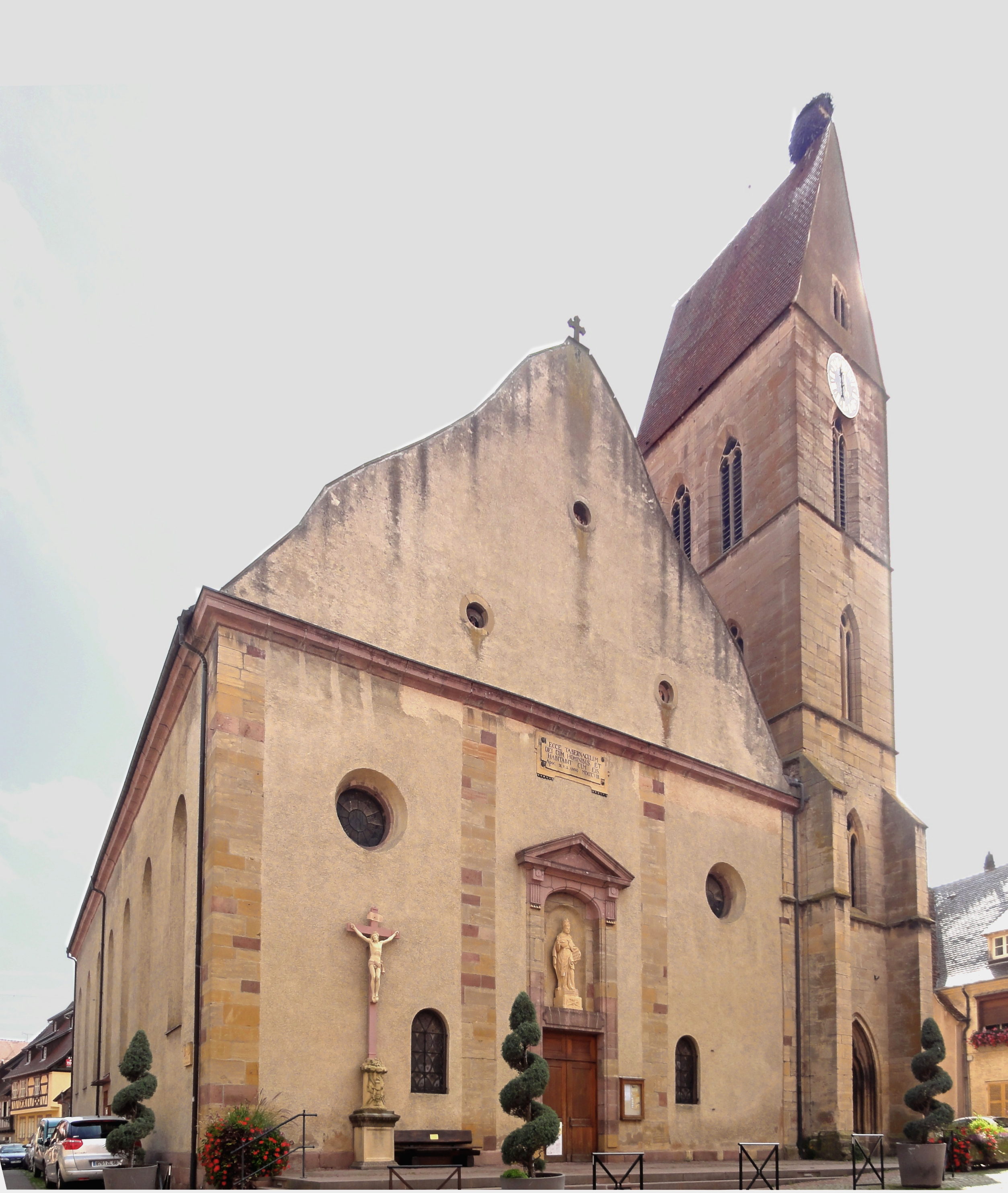
Front und Kirchturm

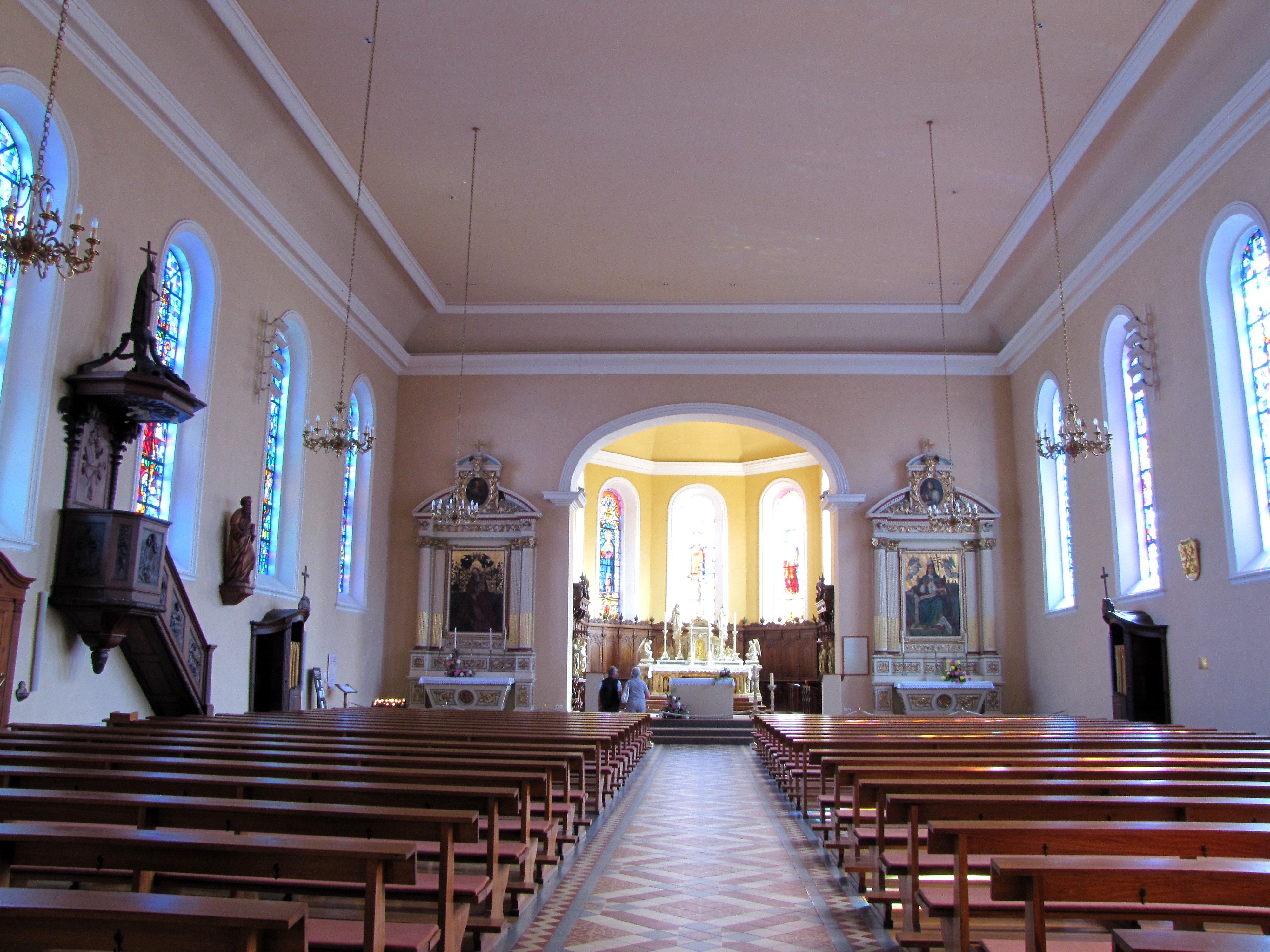
Kirchenschiff in Richtung Chor

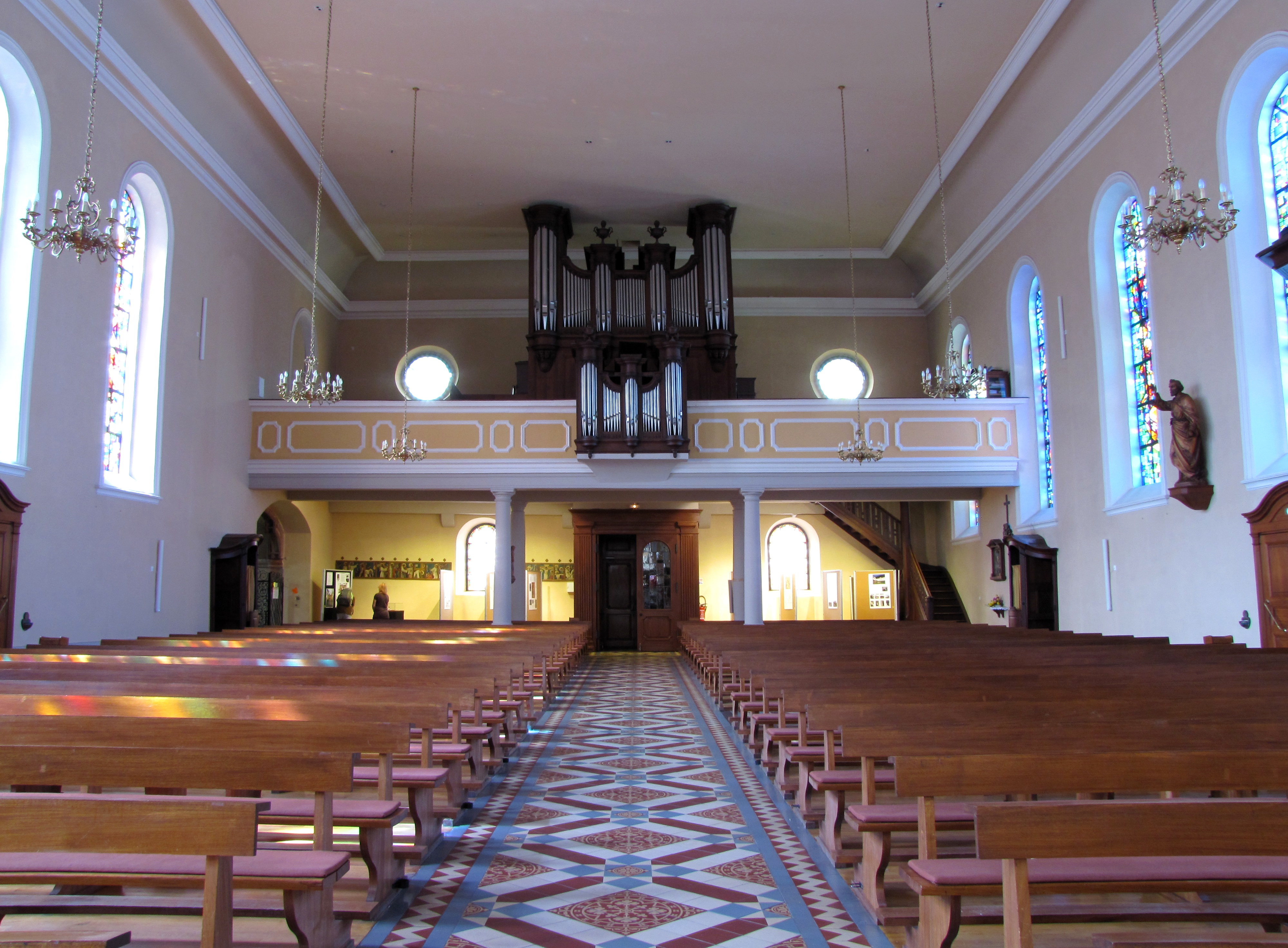
Kirchenschiff mit Orgelempore

St. Peter und Paul (französisch Saints-Pierre-et-Paul) ist eine römisch-katholische Kirche in der elsässischen Stadt Eguisheim (deutsch: Egisheim). Sie steht als Monument historique unter Denkmalschutz.

## Geschichte
Die erste Kirche in Eguisheim stammte wahrscheinlich aus dem 11. Jahrhundert. Ihr folgte im 12. Jahrhundert eine romanische Basilika mit drei Schiffen und einem Turm. Diese Kirche wurde im Laufe des 18. Jahrhunderts für die stark gewachsene Bevölkerung allerdings zu klein und außerdem baufällig. Im Juli 1787 stürzten Teile der Kirche während eines Gottesdienstes ein. Den Wiederaufbau führten die Ingenieure Messier und Gouget aus. Sie entschieden sich 1807, das alte Schiff weitgehend abzutragen und nur den Turm und wenige Teile der alten Kirche zu erhalten. 1809 war das neue Schiff an der Nordseite des Turmes fertiggestellt. Die Ausstattung wurde im Laufe des 19. Jahrhunderts ergänzt. 
1954 erhielt die Kirche anlässlich des 900. Todestages des aus Eguisheim stammenden heiligen Papstes Leo IX. neue Fenster.

## Architektur
Die heutige Kirche ist eine Saalkirche mit fünf Fensterachsen und Satteldach. Lisenen aus Sandstein gliedern den Putzbau außen. Ein geschwungener Giebel erhebt sich über der Eingangsseite. Über dem Giebel setzt sich ein kräftig auskragendes Traufgesims fort. Drei kleinere Rundfenster sitzen im Giebelbereich, zwei weitere rechts und links oberhalb des Portals. Zwei Fenster mit Rundbogen flankieren das Portal.
Den Eingang zur Kirche bildet ein hohes Portal mit Ädikula aus rotem Sandstein. Pilaster rahmen die Eingangstür und setzen sich fort bis zu einem von Konsolen getragenen Dreiecksgiebel. Zwischen diesem Giebel und der Tür steht in einer Nische eine Statue Leo IX., ein Werk von Bernard Glorieux. Der Chor mit Fünfachtelabschluss ist im Bereich unter den Fenstern mit einem Chorgestühl aus dem Jahr 1880 von Jean Weyh verkleidet. Eine flache Decke geht über eine Hohlkehle in die Wände über. 
Die romanische Basilika lag auf der Südseite der heutigen Kirche hinter dem Kirchturm. Man betrat sie über das spitzbogige Portal im Kirchturm und kam in einen Narthex beziehungsweise eine Vorhalle. Bis heute sieht man auf der Südseite des Turmes Reste von Pfeilern und Gewölberippen. Im Narthex war der eigentliche Zugang zum Kirchenschiff ein figuratives Skulpturenportal, das bis heute erhalten ist. Der Turm mit Satteldach steht leicht angewinkelt zum heutigen Kirchenschiff und hat vier Geschosse aus gelbem Sandstein. Der Raum im Erdgeschoss des Turmes dient heute als Taufkapelle und hat einen Zugang mit schmiedeeisernem Tor zum neuen Kirchenschiff.
Das romanische Portal in der Taufkapelle zeigt noch Spuren einer polychromen Bemalung. Beiderseits stehen je vier zarte Rundsäulen. Die ersten tragen das Gewölbe des Raumes, die anderen halten auf Knospenkapitellen die spitzbogige Archivolte mit Blumenschmuck. Im Tympanon ist in einem Hochrelief Christus auf dem Thron dargestellt, umrahmt von Petrus und Paulus. Auf dem hohen Sturz darunter sind Frauen zu sehen, die sich von links und von rechts auf einen Rundturm in der Mitte zubewegen, über dem im Tympanon Christus thront. Auf der einen Seite werden sie durch eine offene Tür von Christus mit segnender Geste empfangen. Auf der anderen Seite stehen sie vor verschlossener Tür. Die Szene spielt auf das Gleichnis der fünf klugen und fünf törichten Jungfrauen an (Mt 25,1–13 ).

## Ausstattung

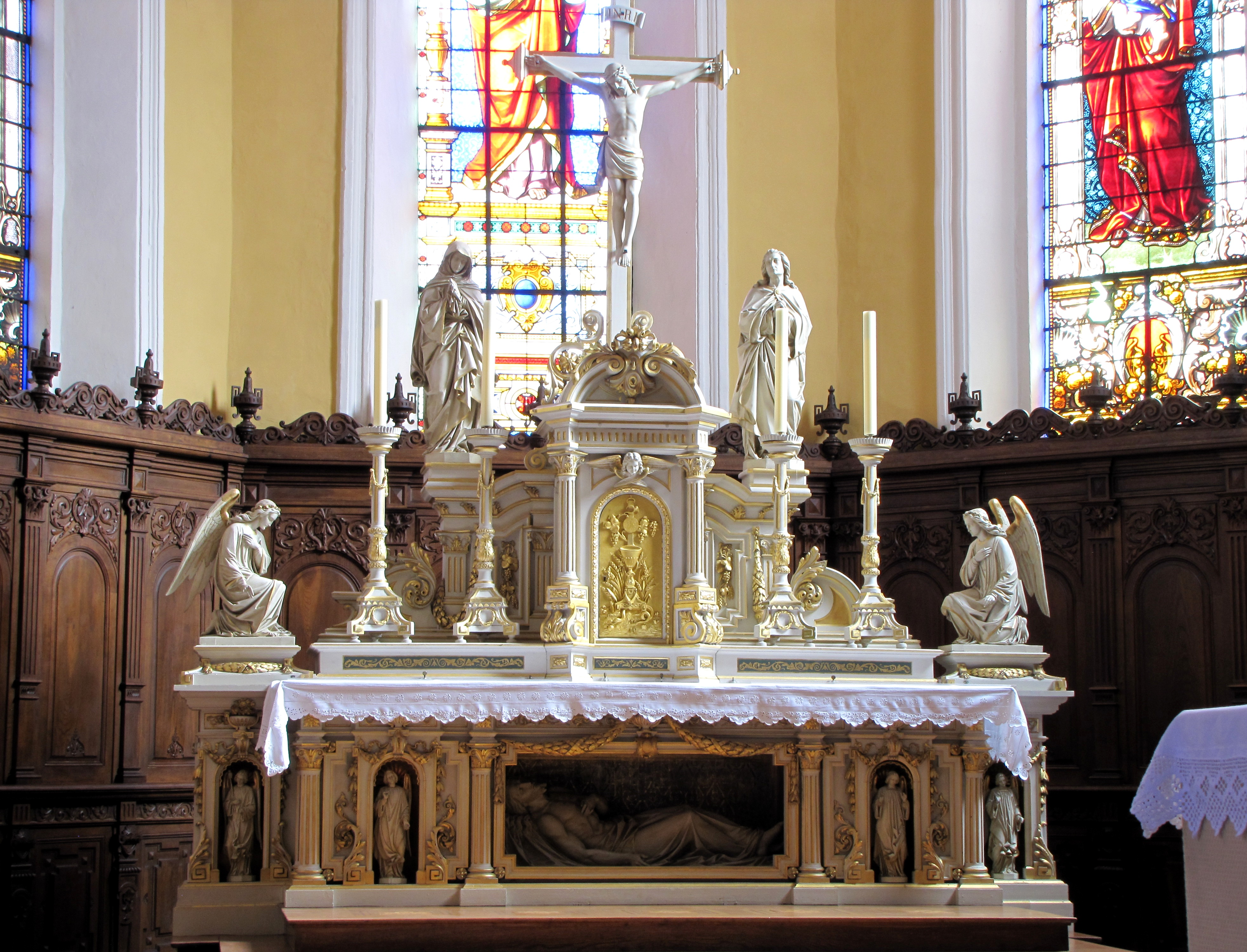
Chor mit neobarockem Altar und Chorgestühl im Hintergrund

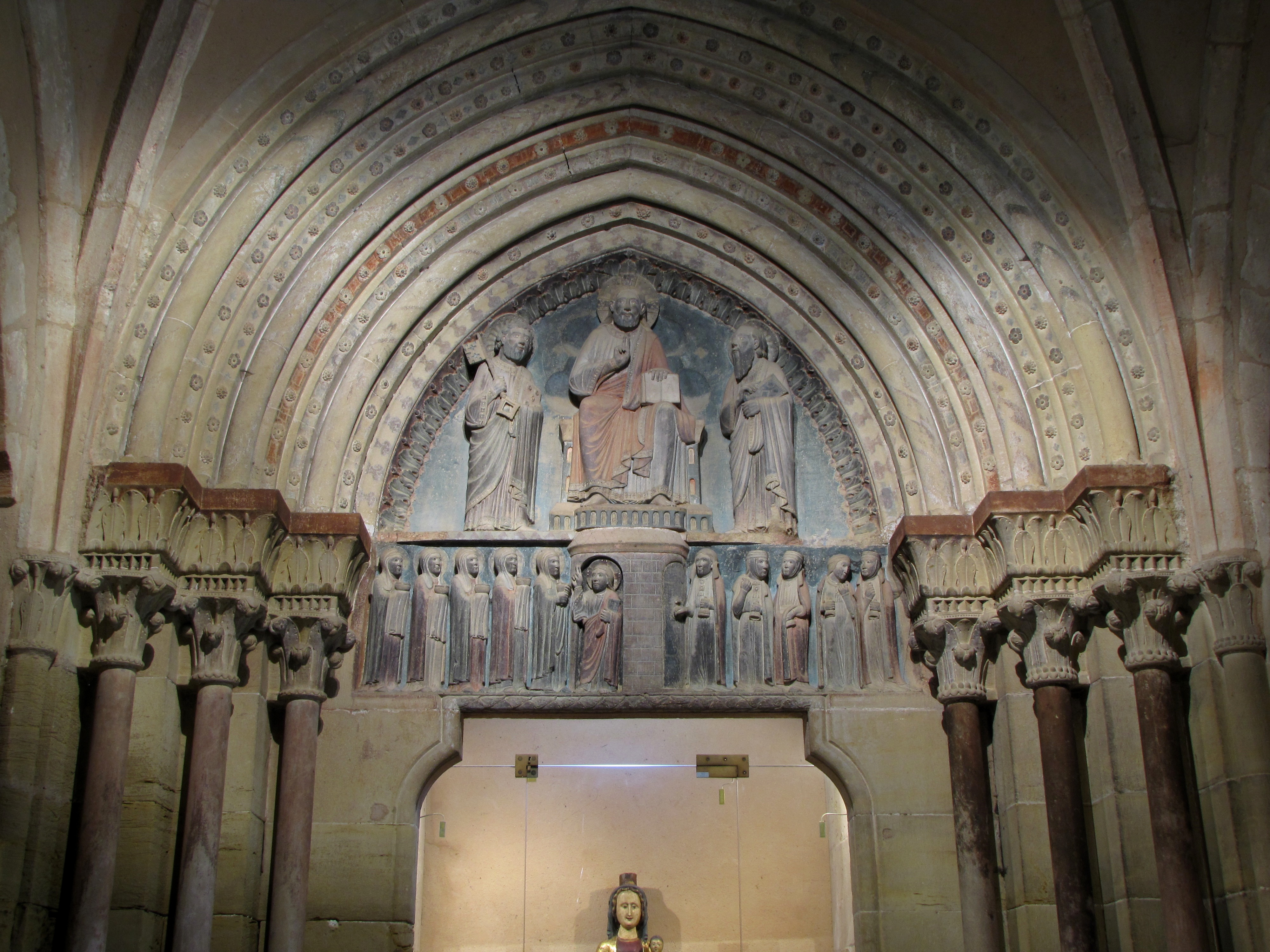
Romanisches Portal mit Figurenschmuck

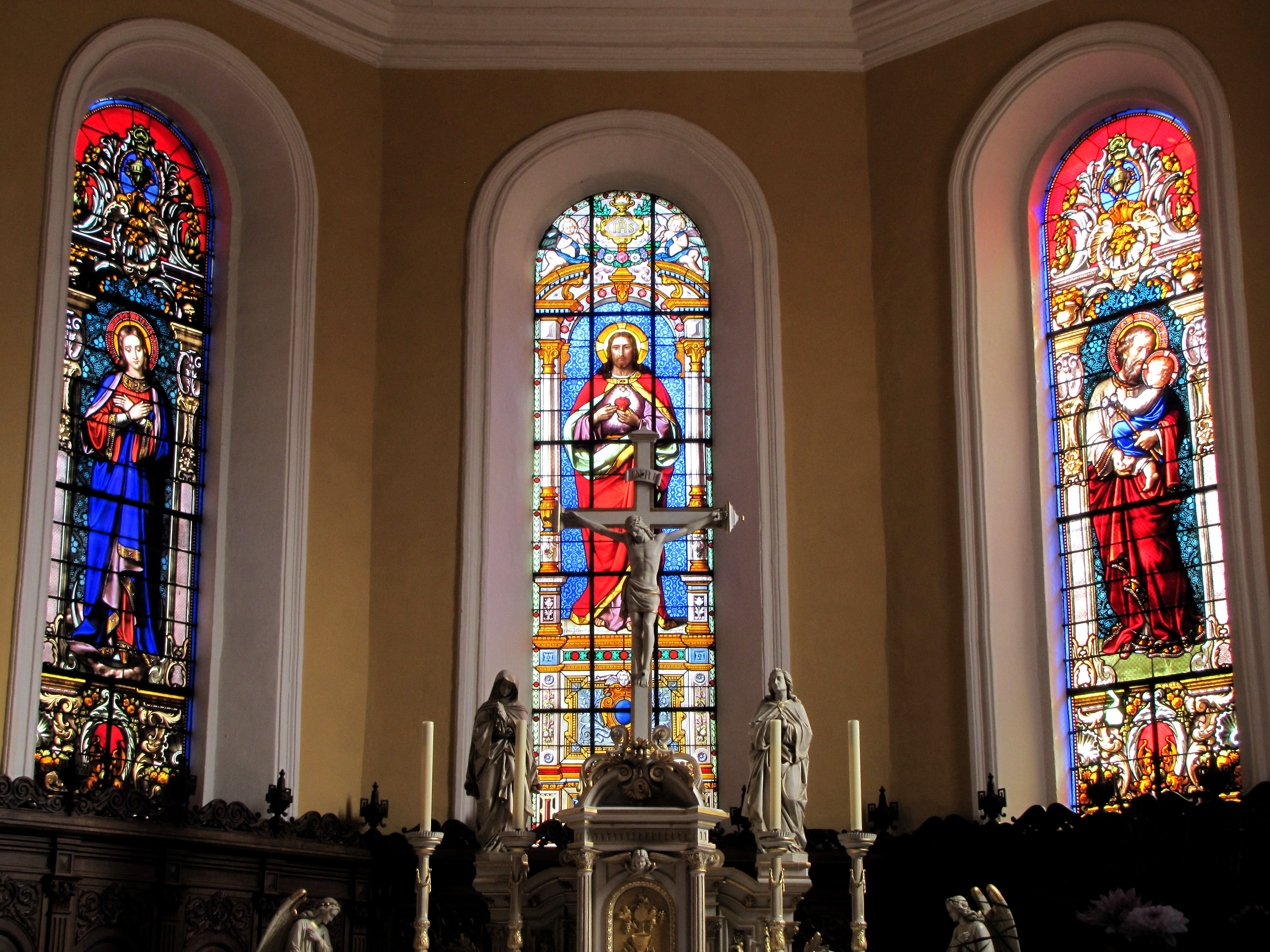
Fenster des Chores

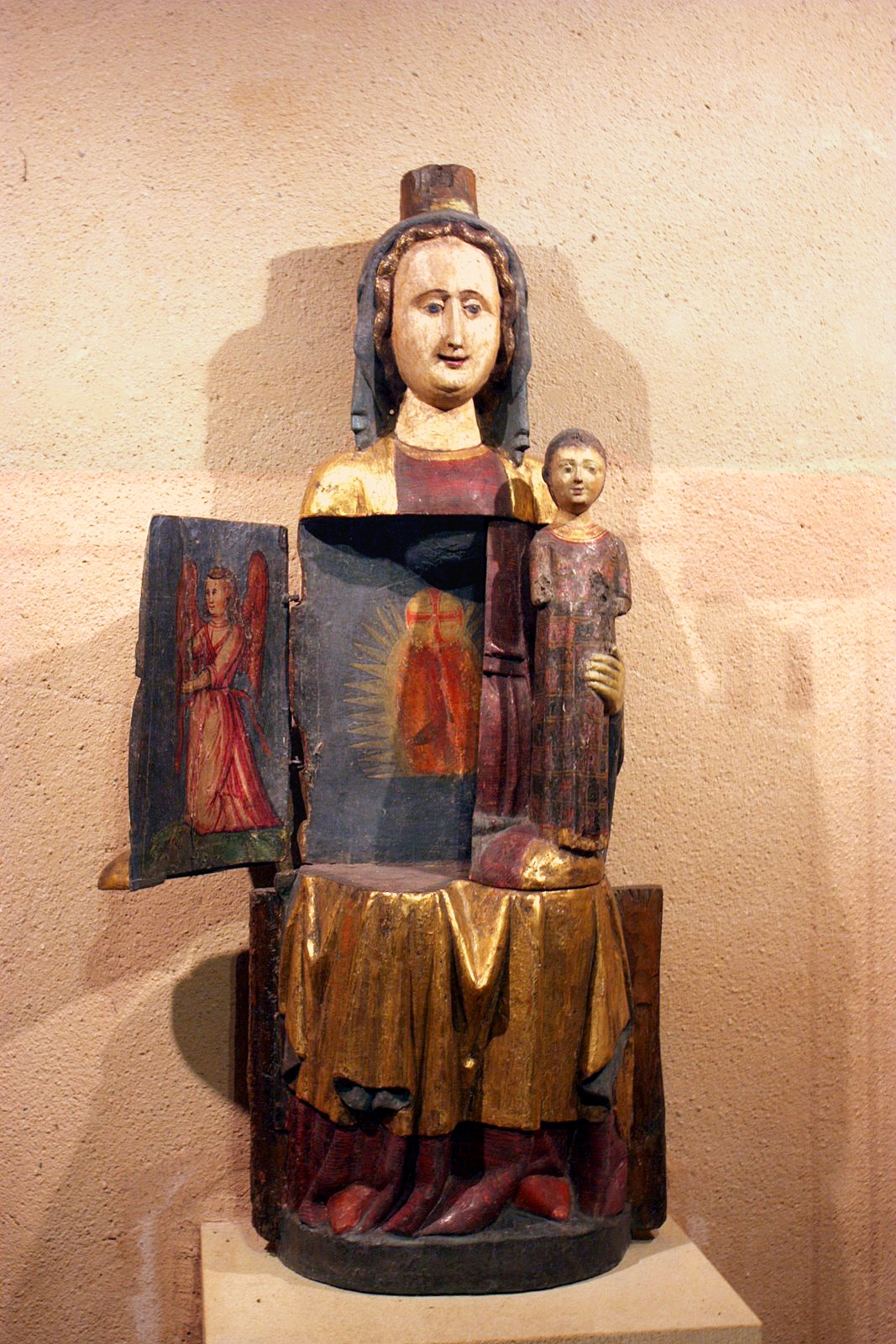
Schreinmadonna

### Altar
Der neobarocke Hauptaltar wurde 1877 von Jean Weyh aus Eichenholz geschaffen. Der Aufsatz mit den Statuen aus Ahornholz kommt von Paul Metz. Im Zentrum des Stipes (Unterbau) steht ein Scheinsarkophag mit gläserner Front, darin die Plastik eines liegenden Christus.

### Taufkapelle
Im Zentrum der Taufkapelle im Erdgeschoss des Turmes steht das Taufbecken aus dem Mittelalter. Außerdem steht hier die Statue einer Betenden aus Sandstein, die der Bildhauer Alphonse Keck schuf.

### Vierge Ouvrante (Schreinmadonna)
Im früheren Portal mit Kragsturzbogen ist eine Nische angelegt, in der auf einer Konsole eine Schreinmadonna sitzt. Der vordere Teil des Rumpfes besteht aus Flügeln, die geöffnet werden können. Die hölzerne Madonna mit Kind stammt aus dem 14. Jahrhundert. Der Mittelteil zeigt einen Strahlenkranz mit Glorienschein und Hostie, die beiden Flügel jeweils einen knienden Engel mit Kerze. Die Madonna wurde innen erst im 17. Jahrhundert bemalt. Möglicherweise enthielt die Schreinmadonna eine Monstranz, worauf eine Aussparung im Halsbereich hinweisen könnte. 1984 wurde die Madonna restauriert.
Seit 1978 ist die Schreinmadonna als Monument historique klassifiziert.

### Seitenaltäre
Die beiden neobarocken Seitenaltäre an der Stirnwand zum Chor zeigen ein hohes Retabel mit seitlichen Rundsäulen, die einen gesprengten Rundgiebel tragen, im Rundgiebel je ein Medaillon mit hl. Judas (links) und hl. Aloisius (rechts). Zwischen den Säulen hängen großformatige Bilder der elsässischen Malerin Carola Sorg, links eine Kopie der Madonna im Rosenhag, rechts ein Bildnis von Leo IX.

### Kanzel
Die hölzerne Kanzel steht an der Nordwand des Kirchenschiffs. Sie ist ein Werk von Paul Metz und stammt wahrscheinlich vom Anfang des 19. Jahrhunderts. 1877 wurde sie in der Kirche aufgestellt. Aufgang und Kanzel zeigen Reliefs von den vier Evangelisten, dazwischen Christus als „guter Hirte“. Unter dem Schalldeckel hängt eine weiße Taube als Zeichen des Heiligen Geistes. Über dem Schalldeckel befindet sich die Darstellung einer Allegorie der Kirche.

### Fenster
Die Fenster des Kirchenschiffs wurden 1954 von dem Glasmaler Tristan Ruhlmann (1923–1982) geschaffen. Sie zeigen Szenen aus dem Leben von Papst Leo IX. (Bruno von Egisheim-Dagsburg). Aufgebaut sind sie alle gleich. Als Umrandung sind unregelmäßige Rechtecke gesetzt. Im Zentrum oben eine Landschaftsszene, darunter figurative Erzählungen. Die Fenster zeigen von rechts nach links im Uhrzeigersinn:
1. Die Taufe von Bruno, Sohn des Grafen von Eguisheim
2. Die strebsame Kindheit des Bruno in Toul
3. Der jugendliche Bruno wird wunderbar geheilt
4. Als Bischof von Toul pflegt er 1032 die Kranken
5. 1048 wird Bruno in Worms zum Papst designiert
6. Klerus und Volk von Rom akklamieren Papst Leo IX.
7. Reformpapst Leo IX. hält die Synode von Reims ab
8. Leo IX. besucht das Oberelsass
9. Leo IX. besucht das Unterelsass
10. Leo IX. vergibt als Gefangener der Normannen seinen Feinden
11. Leo IX. stirbt am Grab des hl. Petrus

Die Fenster im Chor wurden 1877 von Burckhardt & Sohn aus München geschaffen. Sie zeigen links die Gottesmutter, in der Mitte Christus und rechts Joseph.

### Orgel
Die Orgel auf der Empore über dem Eingang wurde 1839 von den Brüdern Joseph und Claude-Ignace Callinet errichtet. Zwischen 1895 und 1925 wurde sie mehrfach verändert. 1962 restaurierte Alfred Kern das Instrument im Originalzustand, 2000 restaurierte sein Sohn Daniel Kern die Orgel erneut. Die Orgel besitzt die folgende Disposition:

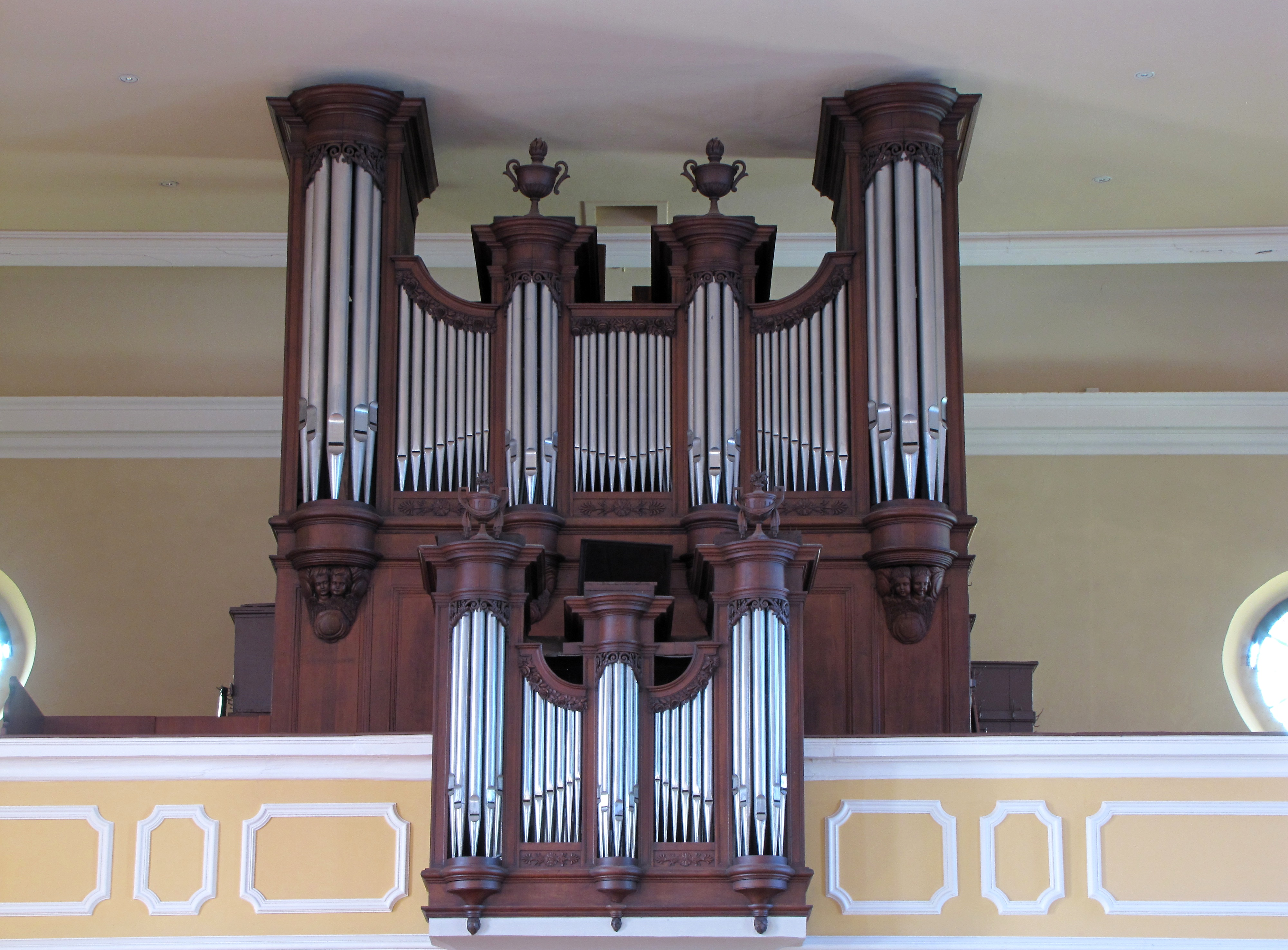
Die Callinet-Orgel

| I Positif de Dos C–f3 |                   |       |
| 1.                    | Bourdon           | 8‘    |
| 2.                    | Prestant          | 4‘    |
| 3.                    | Flûte à Cheminée  | 4‘    |
| 4.                    | Doublette         | 2‘    |
| 5.                    | Larigot           | 1 ⁄3‘ |
| 6.                    | Sesquialtera I–II |       |
| 7.                    | Cymbale III       | 1⁄2‘  |
| 8.                    | Cromorne          | 8‘    |

| II Grand-Orgue C–f3 |                |         |
| 9.                  | Bourdon        | 16‘     |
| 10.                 | Montre         | 08‘     |
| 11.                 | Bourdon        | 08‘     |
| 12.                 | Salicional     | 08‘     |
| 13.                 | Prestant       | 04‘     |
| 14.                 | Flûte          | 04‘     |
| 15.                 | Nasard         | 02 ⁄3‘  |
| 16.                 | Doublette      | 02‘     |
| 17.                 | Tierce         | 01 3⁄5‘ |
| 18.                 | Cornet V D     |         |
| 19.                 | Fourniture III | 01‘     |
| 20.                 | Cymbale III    | 01⁄2‘   |
| 21.                 | Trompette      | 08‘ B/D |
| 22.                 | Clairon        | 04‘     |

| III Echo c1–f3 |              |    |
| 23.            | Bourdon      | 8‘ |
| 24.            | Prestant     | 4‘ |
| 25.            | Cornet III   |    |
| 26.            | Voix Humaine | 8‘ |

| Pédale C–f1 |            |     |
| 27.         | Soubasse   | 16‘ |
| 28.         | Flûte      | 08‘ |
| 29.         | Prestant   | 04‘ |
| 30.         | Ophicléide | 16' |
| 31.         | Trompette  | 08‘ |
| 32.         | Clairon    | 04‘ |

- Koppeln: I/II, II/P